# Wasilij Fiedotow
Wasilij Nikołajewicz Fiedotow (ros. Василий Николаевич Федотов; ur. 9 grudnia?/22 grudnia 1915 w Kamieniu nad Obem, zm. 9 stycznia 1997 w Moskwie) – radziecki generał major, Bohater Związku Radzieckiego (1943).

## Życiorys
Urodził się w rodzinie robotniczej. Skończył 7 klas. Pracował jako szofer, od 1935 służył w Armii Czerwonej, w 1938 ukończył wojskową szkołę piechoty w Omsku. Był dowódcą kompanii w Swierdłowsku (obecnie Jekaterynburg), podczas wojny z Finlandią 1939–1940 walczył na Przesmyku Karelskim, w lutym 1940 został ranny. Później służył w korpusie mechanicznym, a 1940 został przyjęty do WKP(b). Od lipca 1941 uczestniczył w wojnie z Niemcami, w 1942 skończył kursy dowódców pułków przy Akademii Wojskowej im. Frunzego, w lutym 1943 został wyznaczony dowódcą 569 pułku piechoty. Brał udział m.in. w operacji żytomiersko-berdyczowskiej i lwowsko-sandomierskiej. Jako dowódca 569 pułku piechoty 161 Dywizji Piechoty 40 Armii Frontu Woroneskiego w stopniu podpułkownika wyróżnił się w bitwie o Dniepr. 23 września 1943 wraz z pułkiem sforsował Dniepr w rejonie wsi Zarubynci w rejonie kaniowskim w obwodzie czerkaskim, zdobywając przyczółek i odpierając cztery kontrataki wroga. Następnego dnia dowodzony przez niego pułk zdobył wieś Traktomirow. W. Fiedotow został wówczas dwukrotnie ranny. W 1944 jego pułk brał udział w walkach o Prawobrzeżną Ukrainę, 21 lipca 1944 wyróżniając się w walkach o Stanisławów (obecnie Iwano-Frankiwsk), gdzie zadał wrogowi duże straty. Później wziął udział w walkach o Drohobycz i Borysław i następnie w walkach w Karpatach, gdzie został ciężko ranny. Po wyjściu ze szpitala 8 maja 1945 objął dowództwo jednostki wojskowej w Rostowie nad Donem, od marca 1947 do października 1951 pracował w szkole wojskowo-politycznej w Iwanowie m.in. jako zastępca naczelnika, w 1952 ukończył Akademię Wojskową im. Frunzego. Później, w latach 1953–1960 kierował szkołą wojskową we Lwowie, 1960–1965 w Baku, a 1965–1973 w Moskwie, po czym zakończył służbę. Miał honorowe obywatelstwo Iwano-Frankiwska i Łebedyna. Został pochowany na Cmentarzu Dońskim.

## Odznaczenia
- Złota Gwiazda Bohatera Związku Radzieckiego (23 października 1943)
- Order Lenina
- Order Czerwonego Sztandaru (trzykrotnie)
- Order Wojny Ojczyźnianej I klasy (dwukrotnie)
- Order Czerwonego Sztandaru Pracy
- Order Czerwonej Gwiazdy

I medale.